# Baksay Sándor
Baksay Sándor (Nagypeterd, 1832. augusztus 1. – Kunszentmiklós, 1915. június 18.) református lelkész, a Dunamelléki Református Egyházkerület püspöke 1904-től haláláig, szépíró, költő, műfordító, a Magyar Tudományos Akadémia tagja (levelező: 1884, rendes: 1903, tiszteleti: 1910).

## Élete
1839-ben Csurgón kezdte el iskolai tanulmányait a Református Gimnáziumban. Teológiai tanulmányait Kecskeméten végezte; itt Abonyi Lajossal a Korány című diáklap szerkesztője volt. Ezután Kecskeméten, illetve Kiskunhalason tanított. 1862-től lelkész. 1866-tól Kunszentmiklóson volt lelkész. 1872-től a Kisfaludy Társaság tagja volt. A solti református egyházmegye főesperese volt 1878-1904 között. 1884-ben a Magyar Tudományos Akadémia levelező tagjává választották, 1903-ban pedig rendes tagja lett. 1904-től a dunamelléki református egyházkerület püspöke volt haláláig. 1910-ben a Magyar Tudományos Akadémia tiszteleti tagjává választotta.

## Költészete

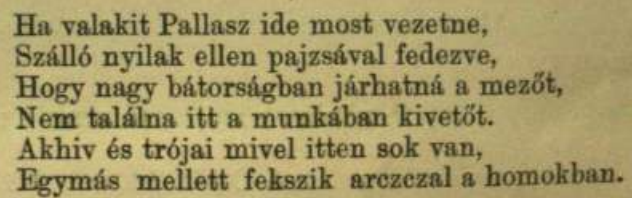
Rövid részlet Iliász-fordításából (IV. ének vége)

Műveiben a kálvinista falu szűk világában élő emberek életét mutatta be. Munkáiban feldolgozott baranyai és kiskunsági néprajzi megfigyelései forrásértékűek. Kitűnő elbeszéléseit Gyalogösvény (1887) és Szederindák (1891) címmel jelentette meg. Jeles munka Dáma című történelmi regénye, a mohácsi vész nemzedékéről. Lefordította Lucanus Pharsaliá-ját, valamint az Iliászt. Eposzfordításai a görög-római hexameteres forma helyett a népiesebb Toldi-strófát használva készültek. 
Iliász-fordítása 1901-ben jelent meg a Magyar Tudományos Akadémia kiadásában. Odüsszeia fordítását halála miatt nem tudta befejezni.
Babits Mihály Baksay munkáját szépnek nevezi, de kritikaként rója fel neki, hogy az Iliásznak túlságosan is erős "Arany János-i ízt ad". 
Kitűnő mű, anélkül, hogy a jó fordítás szolgálatát tenné.
-Babits Mihály

## A Baksay-Iliász invokációja
Peleüsz fiának végzetes haragját,

Mely az akhívoknak gyászba vonta napját,

Bajnokok nagy lelkét poklokra vetette,

Testét madarakkal, ebekkel etette, -

(Ekként teljesül be, a mit isten rendel)

Akhillesz haragját, istenasszony, zengd el,

Mikor Agamemnon, emberek királya,

Össze-szólakozván kelt véle viszályra.

## Művei
- Gyalogösvény (elbeszélés, Budapest, 1887)
- A magyar népviselet (Budapest, 1888)
- Szederindák (elbeszélés, Budapest, 1891)
- Magyar Népszokások. A Jász Kunság (Budapest, 1891)
- A Mecsek környéke (Budapest, 1896)
- Dáma (történeti regény, Budapest, 1899)
- Pusztai találkozás. Patak banya (Budapest, 1907)
- Összegyűjtött irodalmi dolgozatai (Kéky Lajossal, Budapest, 1916)

## A nevét őrző iskola

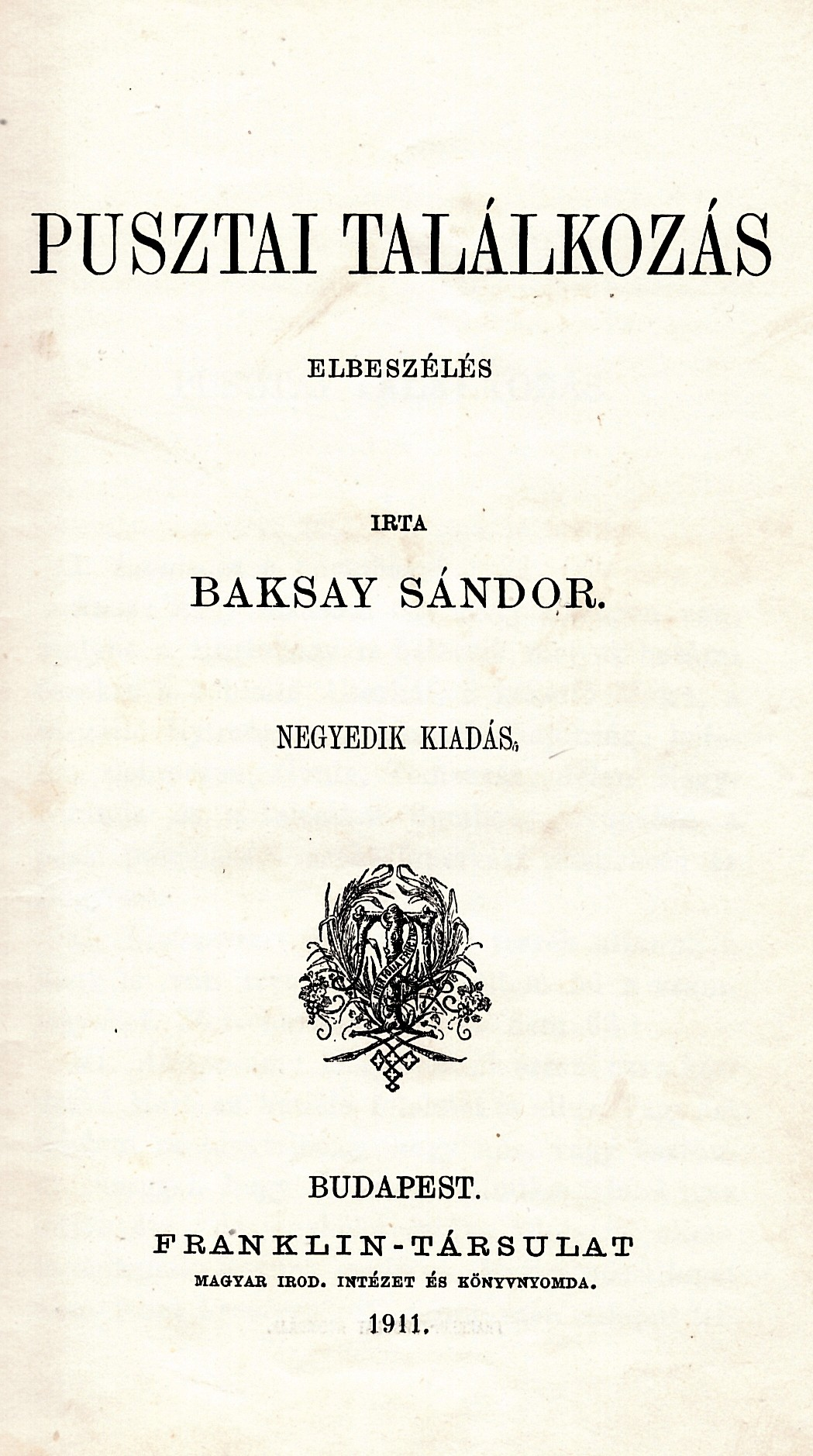
Pusztai találkozás

Püspöki székhelyén Baksay Sándor fontos szerepet játszott abban, hogy az 1679-ben indult református iskola megmaradhasson. Ma az Ő nevét őrzi Kunszentmiklós város neves iskolája, a Baksay Sándor Református Gimnázium és Általános Iskola.